# Платоновка (Черниговская область)
Платоновка (укр. Платонівка, до 2016 г. — Кировка) — село в Носовском районе Черниговской области Украины. Население 195 человек. Занимает площадь 0,012 км².
Код КОАТУУ: 7423886004. Почтовый индекс: 17113. Телефонный код: +380 4642.

## Власть
Орган местного самоуправления — Степнохуторский сельский совет. Почтовый адрес: 17141, Черниговская обл., Носовский р-н, с. Степные Хутора, ул. Гагарина, 33.